# Jewgienij Razumow
Jewgienij Zotowicz Razumow (ros. Евгений Зотович Разумов, ur. 2 lutego 1919 we wsi Mietrowszczina w guberni kazańskiej, zm. 16 lutego 2017 w Moskwie) – radziecki działacz partyjny.

## Życiorys
Do 1935 uczył się w kozłowskim technikum pedagogicznym, 1935-1938 pracował jako nauczyciel, kierownik sekcji i dyrektor siedmioletniej szkoły w Mordwińskiej ASRR. W 1938 inspektor rejonowego oddziału gospodarki narodowej w Mordwińskiej ASRR, 1938-1941 i 1941-1942 studiował na Wydziale Fizyczno-Matematycznym Mordwińskiego Państwowego Instytutu Pedagogicznego, 1941 kursant szkoły piechoty w Podolsku. Od czerwca 1942 do 1943 i ponownie od 1943 do stycznia 1945 sekretarz Mordwińskiego Komitetu Obwodowego Komsomołu ds. kadr, od 1942 członek WKP(b), od stycznia do października 1945 II sekretarz Komitetu Miejskiego WKP(b) w Sarańsku, 1945-1948 słuchacz Wyższej Szkoły Partyjnej przy KC WKP(b). W 1948 kierownik Wydziału Organizacyjno-Instruktorskiego Komitetu Obwodowego WKP(b), 1948-1950 kierownik Wydziału Propagandy i Agitacji tego komitetu, 1950-1951 redaktor odpowiedzialny gazety "Kuzbass" w Kemerowie, od czerwca 1951 do sierpnia 1955 sekretarz Komitetu Obwodowego WKP(b)/KPZR w Kemerowie. Od 15 sierpnia 1955 do 12 lutego 1960 II sekretarz Kemerowskiego Komitetu Obwodowego KPZR, od lutego 1960 do 1961 sekretarz Kemerowskiego Komitetu Obwodowego KPZR, 1961 inspektor KC KPZR, 1961-1967 pomocnik sekretarza KC KPZR, 1967-1983 zastępca kierownika Wydziału Pracy Organizacyjno-Partyjnej KC KPZR. Od 5 marca 1976 do 23 lutego 1981 członek Centralnej Komisji Rewizyjnej KPZR, od 3 marca 1981 do 25 lutego 1986 zastępca członka KC KPZR, 1983-1990 I zastępca kierownika Wydziału Pracy Organizacyjno-Partyjnej KC KPZR, od 6 marca 1986 do 2 lipca 1990 członek KC KPZR, od 1990 na emeryturze. Deputowany do Rady Najwyższej ZSRR 11 kadencji.

## Odznaczenia
- Order Rewolucji Październikowej (1979)
- Order Czerwonego Sztandaru Pracy (trzykrotnie - 1957, 1966 i 1969)
- Order Wojny Ojczyźnianej II klasy (1985)